# 사랑의 교실
"사랑의 교실"은 한국에서 제작된 김성민 감독의 1948년 영화이다. 김웅 등이 주연으로 출연하였고 김성민 등이 제작에 참여하였다.

## 출연

### 주연
- 김웅
- 남해연
- 이향

## 기타
- 조명: 함완섭
- 녹음: 조종국